# Gizaburuaga
Gizaburuaga város Spanyolországban,  Bizkaia tartományban. Gizaburuaga Ispaster, Amoroto, Aulesti és Nabarniz községekkel határos. Lakosainak száma 197 fő (2024).

## Népesség
A település népessége az utóbbi években az alábbiak szerint változott:
| Lakosok száma | 145  | 141  | 174  | 196  | 204  | 212  | 209  | 208  | 192  | 197  |
|               | 2001 | 2004 | 2007 | 2009 | 2012 | 2014 | 2017 | 2019 | 2022 | 2024 |